# Проверка нуждаемости
Проверка нуждаемости (оценка нуждаемости; англ. means test) — метод официальной проверки доходов и бытовых условий индивидуального лица или семьи, для определения их соответствия порогам получения социальной помощи и принятия решений о составе и размере такой помощи. Как правило, системы социальной помощи, использующие проверку нуждаемости, регулярно обновляют информацию о имущественном положении получателей, корректируя размеры помощи по результатам очередной проверки. Проверка нуждаемости может служить как альтернативой, так и дополнением назначению социальной помощи по принадлежности получателя к льготным категориям населения (категориальная помощь).

## Определение
Согласно Большому экономическому словарю проверка нуждаемости — это любая оценка дохода или состояния семьи с тем, чтобы определить их соответствие получению пособий, предоставляемых государством или благотворительными фондами.

## Описание
Предоставление социальной помощи в модели проверки нуждаемости предполагает, что инициатива о предоставлении социальной помощи исходит от самого нуждающегося и оформляется в виде заявки на получение материальной помощи по одной или нескольким из программ, поддерживаемым государственными выплатами. Обращение в органы социальной поддержки включает в себя согласие заявителя на проведение проверки фактических условий жизни и уровня доходов гражданина или домохозяйства. Такую проверку, как правило, проводит государственный служащий, путём осмотра, проведения бесед и изучения доступных документов, относящихся к заявителю.
При проверке нуждаемости, как правило, заполняется типовой документ, обобщающий полученную в ходе обследования информацию, позже эта информация переносится в централизованную базу данных и служит основанием для принятия решений о выделении социальной помощи. При принятии решения о назначении регулярных выплат материальной помощи указывается ориентировочная дата повторного обследования (как правило, через два-три года) для подтверждения нуждаемости.
В некоторых странах законодательство предписывает ведение базы данных назначений материальной помощи в виде открытого публичного реестра. По мнению некоторых исследователей, открытый реестр позволяет быстрее выявлять случаи недобросовестного получения материальной помощи, при помощи обратной связи от инициативных групп общественности.

### Преимущества
Исследователи отмечали, что назначение адресной социальной помощи через проверку нуждаемости позволяет значительно рациональнее распределять бюджетные средства, выделенные на социальную помощь, в некоторых случаях сокращать расходы без потери эффективности. При распределении помощи через проверку нуждаемости исключаются или значительно уменьшаются случаи получения помощи состоятельными людьми. Регулярные обследования бедной части населения создают базу данных фактических условий жизни и доходов, плохо охватываемых традиционной статистикой, в частности о сельских семьях, ведущих хозяйство, близкое к натуральному и не отражённые в национальных базах налогоплательщиков. Алгоритмизация процедур назначения помощи, уменьшение степени дискреции руководителей при принятии решений о назначении помощи снижает коррупцию в органах социальной поддержки.

### Критика
Проверка нуждаемости фокусирует помощь в бедном слое населения и потому в первую очередь критикуется за стигматизацию получателей. Посещение проверяющих и назначение помощи становится «печатью бедности» в глазах соседей и родственников, а некоторых людей боязнь прослыть бедными может удержать от обращений за помощью. Также, из-за выборочного характера помощи такая программа приносит правительству меньше политических дивидендов, чем широкие категориальные программы. Администрирование проверки нуждаемости обходится заметно дороже, чем назначение пособий по категориям, из-за необходимости содержать аппарат для неформальной многосторонней проверки каждого заявления.

## Практика в некоторых странах мира

### Грузия
Система социальных выплат Грузии была в основном унаследована от СССР и оставалась преимущественно категориальной до начала реформ Саакашвили-Бендукидзе. В ходе реформ на основании методики проверки нуждаемости была создана единая для всех категорий населения система борьбы с бедностью, которая распределяла около 25 % средств, выделяемых государством на социальную помощь и здравоохранение. Информация о получателях пособий была организована в виде открытого реестра, доступного всем желающим через интернет. Всего в системе оценки нуждаемости было задействовано около 150 параметров оценки, причём, из-за широкого распространения в Грузии нелегальной занятости и натурального хозяйства, разработчики методологии сделали основным параметр стоимости совокупного имущества, а не параметр определяемых совокупных доходов. По состоянию на 2014 год база данных охватывала около 900 000 получателей пособий и, помимо государства, использовалась частными благотворителями для оказания адресной помощи. По оценкам Всемирного банка, адресная система борьбы с бедностью, применяемая в Грузии, являлась по состоянию на 2009 год одной из самых совершенных в мире.

### Канада
В Канаде проверка нуждаемости используется при назначении пособий малоимущим студентам высших учебных заведений, при частичной или полной компенсации судебных издержек и некоторых видов правовой помощи, а также при определении размеров прямых выплат гражданам для борьбы с бедностью. Ранее проверка нуждаемости использовалась при оплате за счёт бюджета медицинских страховок, но начиная с 1984 года федеральный закон о здравоохранении Canada Health Act требует от провинций всеобщего единого медицинского страхования для получения субсидий из федерального бюджета.

### Россия
В советской политической науке социальная помощь на основании проверки нуждаемости в основном рассматривалась как средство воспроизводства ловушки бедности и морального унижения для трудящихся капиталистических стран. По мере появления в России социального запроса на борьбу с бедностью адресная помощь на основании проверок нуждаемости обсуждалась как один из возможных инструментов. В 2018 году Министерство труда РФ анонсировало запуск в нескольких регионах тестовой программы адресной помощи малоимущим семьям, при отборе получателей помощи предполагается использовать методики проверки нуждаемости.
В начале 2020 года во время карантина, вызванного пандемией CoVid-19, отсутствие единого национального механизма распределения адресной помощи стало препятствием на пути раздачи денежных пособий слоям российского социума, наиболее пострадавшим от режима изоляции.
Федеральным законом в 2021 году были введены дополнительных социальные пособия, в том числе регулярных выплат беременным и ежемесячных пособий на детей 8-17 лет в неполных семьях. Для назначения пособий была предусмотрена комплексная проверка нуждаемости реципиентов, в том числе оценка доходов, сбережений и имущества.

### Франция
Система социальной помощи Франции использует проверку нуждаемости при назначении отдельных видов пособий и выплат. В частности, нуждаемость проверяется при назначении дополнительных выплат пожилым людям, при назначении пособий по безработице, при выплате пособий малоимущим семьям.

## В произведениях искусства
В французском фильме «Чудовище» в одном из эпизодов главный герой пытается вести в заблуждение сотрудников социальной службы, посетивших его с проверкой уровня жизни, получает пособие, но в итоге обман раскрывается.